# شركة باكستان للطاقة الكهربائية
شركة باكستان للطاقة الكهربائية (PEPCO) هي شركة قابضة وتعمل كشعبة تابعة لوزارة المياه والطاقة (باكستان).
الشركات التالية التابعة لها:
- شركة الإرسال والنقل الوطنية (NTDC)
- شركات التوليد (جينكو)
- شركات التوزيع (DISCOs)
- شركة تكنولوجيا معلومات الطاقة (PITC)